# Іван Ребров (співак)
Іва́н Павлович Ребро́в (нім. Ivan Rebroff) ім'я при народженні Ганс Рольф Ріпперт (нім. Hans Rolf Rippert; 31 липня 1931, Берлін-Шпандау — 27 лютого 2008, Франкфурт) — німецький співак з унікальним діапазоном голосу в 4,5 октав (від сопрано до баса). Виконував крім класичного оперного репертуару також козацькі та російські пісні і романси, народні пісні багатьох інших європейських народів, літургії.

## Життя
Іван Павлович Ребров (Ганс-Рольф Ріпперт) народився в районі Берліна Шпандау в родині німецького інженера Пауля Ріпперта. Його батько за походженням був наполовину євреєм (прізвище бабусі по батьківській лінії було Вайнберг), який свого часу емігрував у Німеччину з Російської імперії. Вважається, що мати співака Луіза Фенске (Luise Fenske, нар 1896 в Бромбергу), теж мала російські коріння і була доброю знайомою Федора Шаляпіна.
У час нацистської диктатури та переслідування євреїв родина Івана Реброва емігрувала. В еміграції батьки розлучилися і Ганс повернулася до Німеччини з матір'ю лише в 1953 році. Шкільні роки майбутній співак провів в місті Галле, де навчався в місцевій гімпназії, жив в інтернаті і співав у міському хорі. Також жив у юні роки у Оффенбургу, Верхнбому Таунусі та на грецькому острові Скопелос.
Навчався співу в Державній вищій школі музики в Гамбурзі (1953—1959) як лауреат стипендії Фулбрайта. Був учнєм професора Адольфа Дітеля, який сформував з Ріпперта інтерпретатора східноєвропейського пісенного репертуару; також брав уроки у відомого американського баса українського походження Олександра Кіпніса (нар. 1891 в Житомирі). Вокальним взірцем для себе тоді вважав соліста-баса Великого Театру у Москві. Тамо ж у консерваторії він брав уроки акторської майстерності.
У 1954 році молодого співака прийняли до Чорноморського козачого хору, яким керував на той час Андрій Іванович Шолух (1895—1979). Як потім згадував співак у своїх нечисленних інтерв'ю, саме Шолух запропонував йому ідею «русифікувати» ім'я та прізвище, узяти сценічний псевдонім «Ребров», переклавши російською прізвище та ім'я його батька Пауля Ріпперта (нім. die Rippe — 'ребро') як «Ребров», а Ганс (повна форма Йоганн, Johannes) це «Іван», зауваживши: «Іване Павловичу, якщо хочеш зробити кар'єру з російськими піснями, — співай тільки російською!». У 1958 році він переміг в інститутському конкурсі співу.
Ріпперт був добре знайомим з козаками Уральського козачого хору. Але особливі стосунки у нього склалися з Хором Донських Козаків під керуванням Сергія Олексійовича Жарова (Serge Jaroff, 1897—1985). Саме від них він перейняв багато вокальних прийомів, відточуючи свою вокальну майстерність та уміння брати як найвищі ноти (фа-соль другої октави) і гранично низькі, властиві російським басам-октавістам (ля-соль-фа контроктави). Перемігши на конкурсі молодих талантів в Мюнхені, Ребров отримав трирічний контракт на роботу в Гельзінкирхенському оперному театрі, де з успіхом виконував партії Дона Базіліо, Короля Генріха, Бориса Годунова та багато інших. Великим успіхом увінчалися його виступи і в Франкфурті-на-Майні. Проте оперна кар'єра Івана Реброва, про яку співак так мріяв, на жаль, не склалася: у листопаді 1967 року на одному з показів оперети Жака Оффенбаха «Орфей спускається в пекло» він порвав ахіллове сухожилля, і лікарі прописали йому повний спокій. В період вимушеного простою співак записав платівку з декількома російськими піснями, серед них була і «Легенда про дванадцятьох розбійників», яка на початку 1968 року прозвучала на радіо в одній музичній передачі. Миттєво посипалися сотні листів з проханням розповісти про співака з таким унікальним голосом. Восени того ж року банкір Ротшильд, у пошуках головного героя для постановки мюзиклу «Тевьє з Анатівки» («Скрипаль на даху») за повістю Шолом-Алейхема, зупинив свій вибір на Реброві, що стало поворотним етапом в його кар'єрі. У Парижі в театрі Маріньї на Елісейських полях французька версія цього мюзиклу з Ребровим у партії Тевьє-молочника витримала більше ніж 1400 вистав. З цього почалися незабутні світові турне Реброва з російським репертуаром у супроводі ансамблів «Чайка» та «Трійка».
Щороку співак давав до 300 концертів. Вільно володіючи п'ятьма мовами, у тому числі і російською, Ребров поширював і популяризував російські пісні і романси в багатьох країнах. Тричі співак відвідував Радянський Союз, двічі — неофіційно, туристом на початку 1970-х років, а весною 1989 року на запрошення Михайла Горбачова відбувся перший сольний концерт Реброва в Москві в Палаці Спорту «Динамо» у супроводі Оркестру народних інструментів ім. Н. П. Осипова.
З 1975 року Ребров жив поперемінно то у власному замку в Німеччині в районі Таунусських гір, то на власній віллі на грецькому острові Скопелос в Егейському морі. В 1991 році співакові було надане звання Почесного громадянина цього острова. У Німеччині в 1985 році Ребров був нагороджений орденом «За заслуги перед Федеральною Республікою Німеччина». За свою кар'єру співак записав 49 золотих та один платиновий диск, провів безліч шоу на німецькому телебаченні, знявся у ряді фільмів. Незважаючи на здоров'я (діабет та проблеми з серцем), що погіршувалося, Іван Ребров до останніх днів продовжував давати концерти, виступав в концертних залах і церквах, все більше віддаючи перевагу духовним кантатам і аріям, був гостем багатьох телепередач. Свій останній концерт він дав у Віденській Вотівкирсі в грудні 2007 року.
І хоча багатьох іноземців шокував його імідж «Російського ведмедя» — в незмінній хутряній шапці, соболиній шубі та вишитій косоворотці, Реброва дуже любили в Німеччині та Західній Європі. «Всією душею я росіянин, моє серце належить Росії!» — говорив співак в своїх нечисленних інтерв'ю.
В січні 2008 року Івана Реброва не стало. Співак заповів після кремації його попіл розвіяли над Егейським морем, яке він так любив, але в квітні 2008 року урна з його прахом безслідно зникла.

## Особисте життя
Іван Ребров був геєм.

## Спадщина
Іван Ребров випустив 50 золотих дисків, з яких 36 присвячені російському фольклору.

## Платівки
1968
- Folk Songs from Old Russia (Volksweisen aus dem alten Russland)
- Folk Songs from Old Russia Volume II (Volksweisen aus dem alten Russland 2)
- Original russische Liebeslieder
- Na Sdarowje
- Slawische Seele (Compilation album shared with Tatjana Ivanow & Dunja Rajter)

1969
- Beim Klang der Balalaika,Au son des Balalaikas (French version of Beim Klang der Balalaika)
- Abendglocken (Compilation)
- Russische Weihnacht mit Ivan Rebroff
- A Russian Christmas
- Un Violon sur le toit (французская версия мюзикла «Скрипач на крыше» Джерри Бока по повести Шолом-Алейхема «Тевье-молочник»)
- Russische Party («Live» album)
- Festliche Weihnacht
- A Festive Christmas (Festliche Weihnacht re-issue)
- A Russian Christmas (English version of Russische Weihnacht?)

1970
- Somewhere My Love (English language versions)
- Kosaken müssen reiten (German language versions)
- Ivan Rebroff (Compilation?)

1971
- The Best of Ivan Rebroff (Compilation)
- Sing vir ons (South African album)
- Vir Jou Suide-Afrika (South African album)
- Ivan Rebroff (Opera)
- Kalinka (Soundtrack from L'Homme qui vient de la Nuit)
- Mein Russland, du bist schön (German language versions)
- Starportrait (Compilation)
- Zwischen Donau und Don (with Dunja Rajter)

1972
- Erinnerungen an Russland (Russian language versions)
- The Best of Ivan Rebroff Volume II (Compilation)

1973
- Lieder der Welt (Folk songs from around the world)
- Mein Altes Russland (lushly arranged Russian folk songs)
- 25 Greatest Russian Melodies (Compilation with Tatiana Ivanov (2 duets))
- 20 Greatest Hits (Compilation)

1974
- Russische Party 2 («Live» album)

1975
- Ivan Rebroff at Carnegie Hall (Live at Carnegie Hall)
- Reich Mir Die Hand
- Russische Lieder Von Liebe und Tod

1977
- Midnight in Moscow (Russian language versions)
- Komm mit nach Hellas (German language versions of Greek songs)

1978
- Mitternacht in Moskou (German version of Midnight in Moscow)

1979
- Ave Maria
- Die Ivan Rebroff Versameling (Compilation of South African tracks)

1980
- Zauber einer großen Stimme 20 Unvergängliche Welterfolge
- Zauber einer größen stimme Seine Grossten Welterfolge
- Die schönsten lieder dieser Welt (Ivan Rebroff singt 20 unvergängliche Melodien)
- Katharina und Potemkin (TV Musical/Operetta)

## CD
2002
- Meine Reise um die Welt
- The Great Ivan Rebroff

2003
- Seine Grössten Welterfolge
- Best of Ivan Rebroff
- Golden Stars

## Збірки
- Festliche Weihnachten
- The Art of Ivan Rebroff
- The Best of Russian Folk Songs Vol. 1
- The Best of Russian Folk Songs Vol. 2
- Erinnerungen an das letzte Jahrhundert (Memories of the Last Century)
- Der Zarewitsch
- Die Fledermaus
- Weihnachten mit Ivan Rebroff
- Die schönste stimme Rußlands
- Kosakentraume